# Solothurn S–18/100
A Solothurn S–18/100 egy svájci és német gyártmányú rövid csőhátrasiklásos páncéltörő puska, melyet a második világháborúban alkalmaztak. Öntöltő, bullpup kialakítású fegyver. Nagy, erőteljes lövedéke miatt hátrarúgása hatalmas, mérete és súlya miatt nehézkes a harctéren mozgatni. A fegyver töltését öt vagy (gyakrabban) tíz töltényes tárból végzik, melyet vízszintesen töltenek be a fegyver bal oldalába. A puskához a 20×105 mm-es lőszert használták, melyet az S–18/350 légvédelmi ágyúnál is alkalmaztak. Egy finn forrás szerint a páncélátütési képesség (melyet valószínűleg a magyar APHE–T lövedékkel értek el, mivel ezt az egy típust használták a finnek) száz méteres távolságból hatvan fokos becsapódási szög mellett 20 milliméter, ötszáz méteren ez már 16 milliméterre csökken.
Egyik változata a Solothurn-Arsenal, melyet a második világháború előtt gyártottak licenc nélkül Észtországban, habár a típusból csak tíz darab készült a szovjet megszállás előtt.

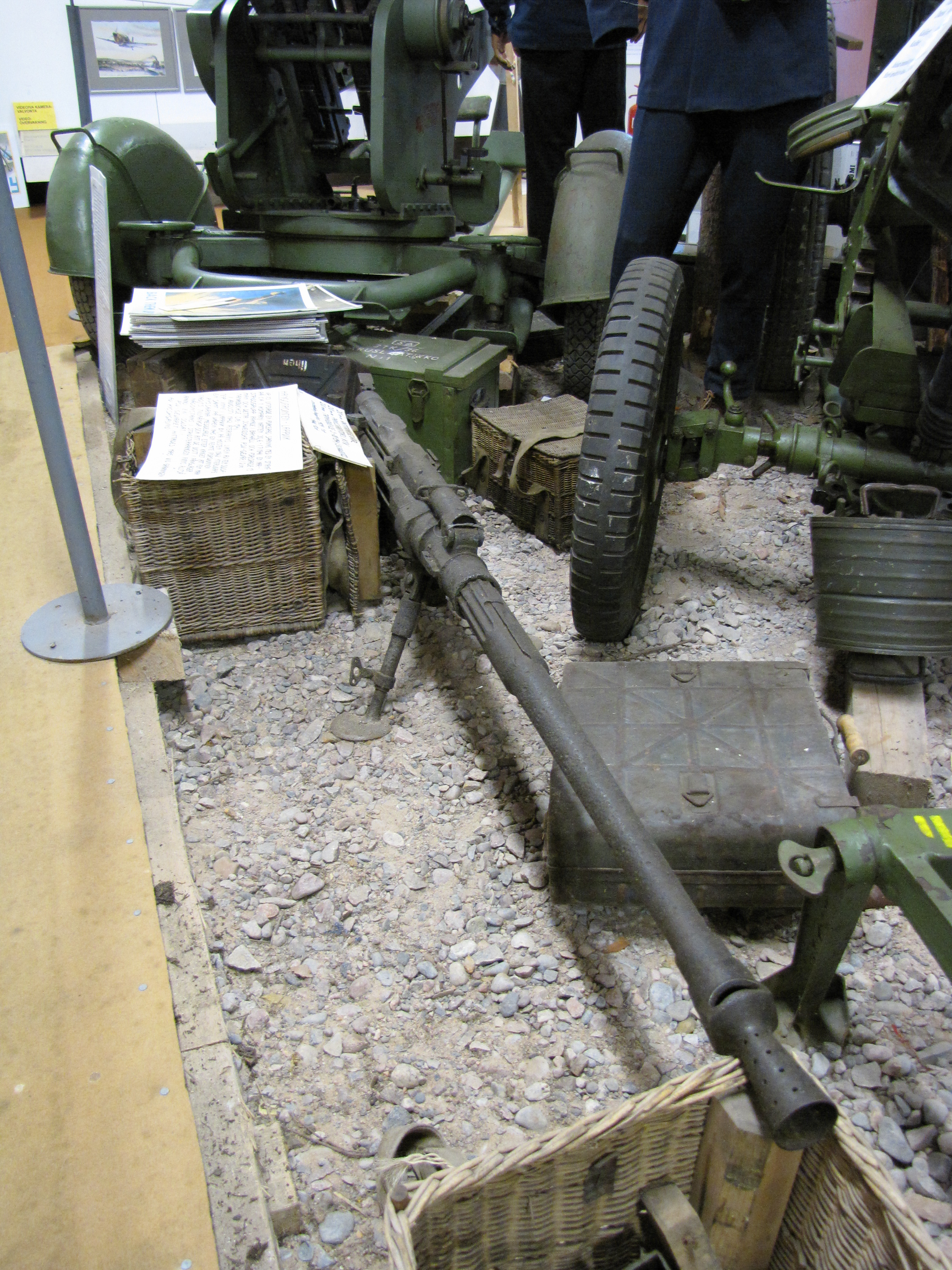
Solothurn S–18/154

A téli háború idején Svájcban a finnek pénz gyűjtésébe kezdtek, majd 1940 márciusában tizenként darab S–18/154 típusú páncéltörő puskát vettek, hivatalosan a Svájci hadseregnek. A fegyverek Finnországba a tavasz folyamán érkeztek nem sokkal a háború befejezte után, de később a folytatólagos háború alatt bevetették őket. A puskákat hamar elavultnak találták eredeti feladatkörükhöz. Az S–18 széria különféle típusait, ideértve a Solothurn S–18/1000 és a Solothurn S–18/1100 típusokat rendszeresítette Svájc, a Magyar Királyság, a Harmadik Birodalom, az Olasz Királyság és Hollandia.
A Solothurn fegyvergyártó társaságot a német Rheinmetall birtokolta, és arra használta, hogy olyan fegyvereket gyártson, melyeket Németországban tilos volt az első világháborút lezáró békeszerződés miatt.
A Magyar Királyi Honvédség 1936-ban rendszeresítette az S–18/100-at. A Danuvia Rt. licencben gyártotta, a csapatoknál pedig a 36 M. 20 mm-es Solothurn nehézpuska néven rendszeresítették. A fegyvert szállításnál két részre – a 10 kg tömegű csőre és a 35 kg tömegű puskaegységre – bontották. Villaállvánnyal és íves irányzékkal szerelték. 1943-tól gyártását beszüntették, de egészen a háború végéig rendszerben tartották. A könnyű, szétszerelhető fegyver kiemelkedően fontos eszköze volt az ejtőernyőscsapatoknak, de ezt a nehézpuskát építették be a 38M Toldi I könnyű harckocsi és a 39M Csaba páncélgépkocsi tornyába is.

## Fordítás
- Ez a szócikk részben vagy egészben  a   Solothurn S-18/100 című angol Wikipédia-szócikk ezen változatának fordításán alapul.  Az eredeti cikk szerkesztőit annak laptörténete sorolja fel. Ez a jelzés csupán a megfogalmazás eredetét és a szerzői jogokat jelzi, nem szolgál a cikkben szereplő információk forrásmegjelöléseként.